# Motor-Sicz Airlines
Motor-Sicz (ukr. Мотор-Січ, ang. Motor-Sich) – ukraińska linia lotnicza z siedzibą w Zaporożu. Głównym węzłem był port lotniczy Zaporoże.
W lutym 2022, w związku z zamknięciem ukraińskiej przestrzeni powietrznej, linia zawiesiła prowadzenie działalności operacyjnej. Jedyny samolot przewoźnika stoi zaparkowany na płycie postojowej portu lotniczego Kijów-Żulany.

## Flota
Według stanu na kwiecień 2025 flota Motor-Sicz Airlines składała się z 1 samolotu w wieku 21,9 lat:
| Samolot | Samolot | Samolot   | Liczba miejsc | Liczba miejsc | Uwagi |
| Model   | Aktywne | Zamówione | E             | Łącznie       | Uwagi |
| ------- | ------- | --------- | ------------- | ------------- | ----- |
| An-140  | 1       | -         | 52            | 52            |       |
| Łącznie | 1       | 0         |               |               |       |